# 정원 디자이너
정원 디자이너(영어: garden designer)는 정원의 배치와 형태를 디자인하는 사람으로, 전문가와 비전문가 모두에게 이 말을 붙일 수 있다. 정원 디자인과 조경 디자인의 구성 요소는 지형, 물, 식재, 건설요소 및 건물, 포장된 표면, 제니스 로시(지역의 혼), 지역적 기후 특성 등이다. 정원 디자이너는 조경 디자이너 및 정원사와 구분되는 업무영역을 가지고 있지만 협업을 통해 더 나은 풍경 및 정원을 설계하고 창조한다

## 업무
정원 디자이너는 숙련된 전문가로서 조경의 기본설계와 정원 디자인을 다룬다. 또한 의뢰인에게 조언을 해주는 컨설팅, 건설중에 지시나 감독을 하는 것, 정원이 창조되었을 때, 설립과 유지 관리를 담당한다. 그들은 부지조사, 개념부터 건설까지의 정원 개발도면 준비 및 식물과 건축재 제공도 해낸다. 역사적으로 많은 정원은 일정한 훈련을 거치지 않은 재주좋은 비전문가에 의해 설계되었다. 또한 많은 다른 정원은 본질적으로 예술적이거나 정원에 초점을 맞추지 않은 디자인 훈련을 거친 사람들에 의해 설계되었다. 현대 환경디자인 논점과 기술의 복잡성으로 인해 전문 정원 디자이너를 필요로하는 범위를 증가된다. 정원 디자인이 일반적인 디자인과 다른 점은 그 심미성에 있어서 공간적 요소 뿐만 아니라 시간이 변수로 작용한다는 점이다. 따라서 정원 디자이너는 계절별로 변하는 이미지를 염두에 두고 디자인을 해야 하며, 이는 식물은 물론 토질, 기후, 일조량 등을 종합적으로 파악할 수 있는 능력이 있어야 함을 의미한다.

## 방법

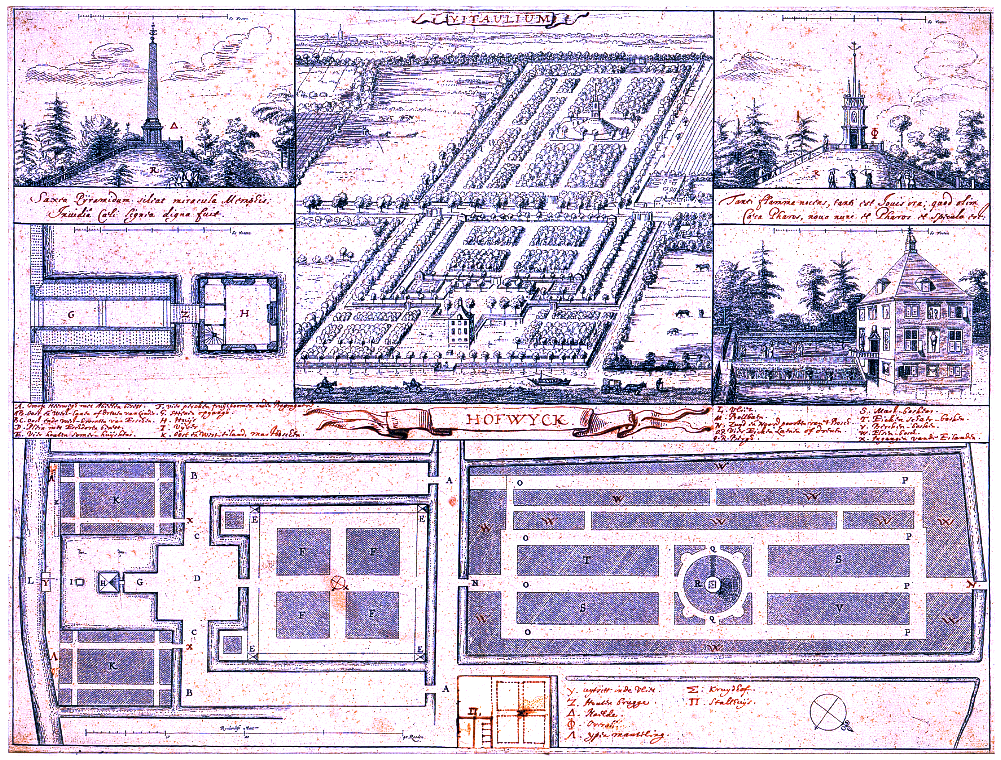
네덜란드 사람 Constantijn Huygens이 1653년 디자인한 Hofwijck(라틴어 Vitaulium)정원의 도면(Hofwijck 박물관 소장)

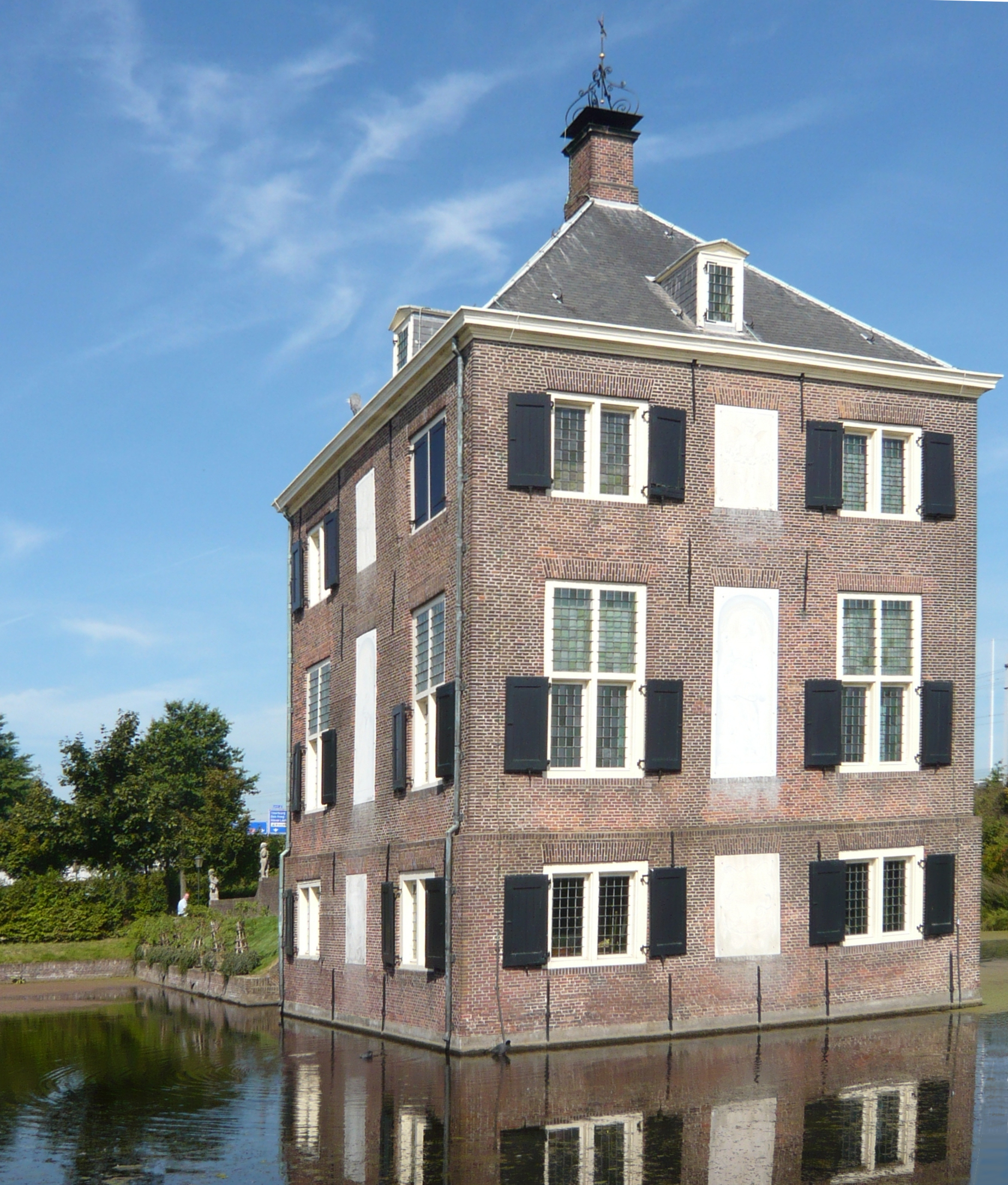
서쪽에서 바라본 Hofwijck

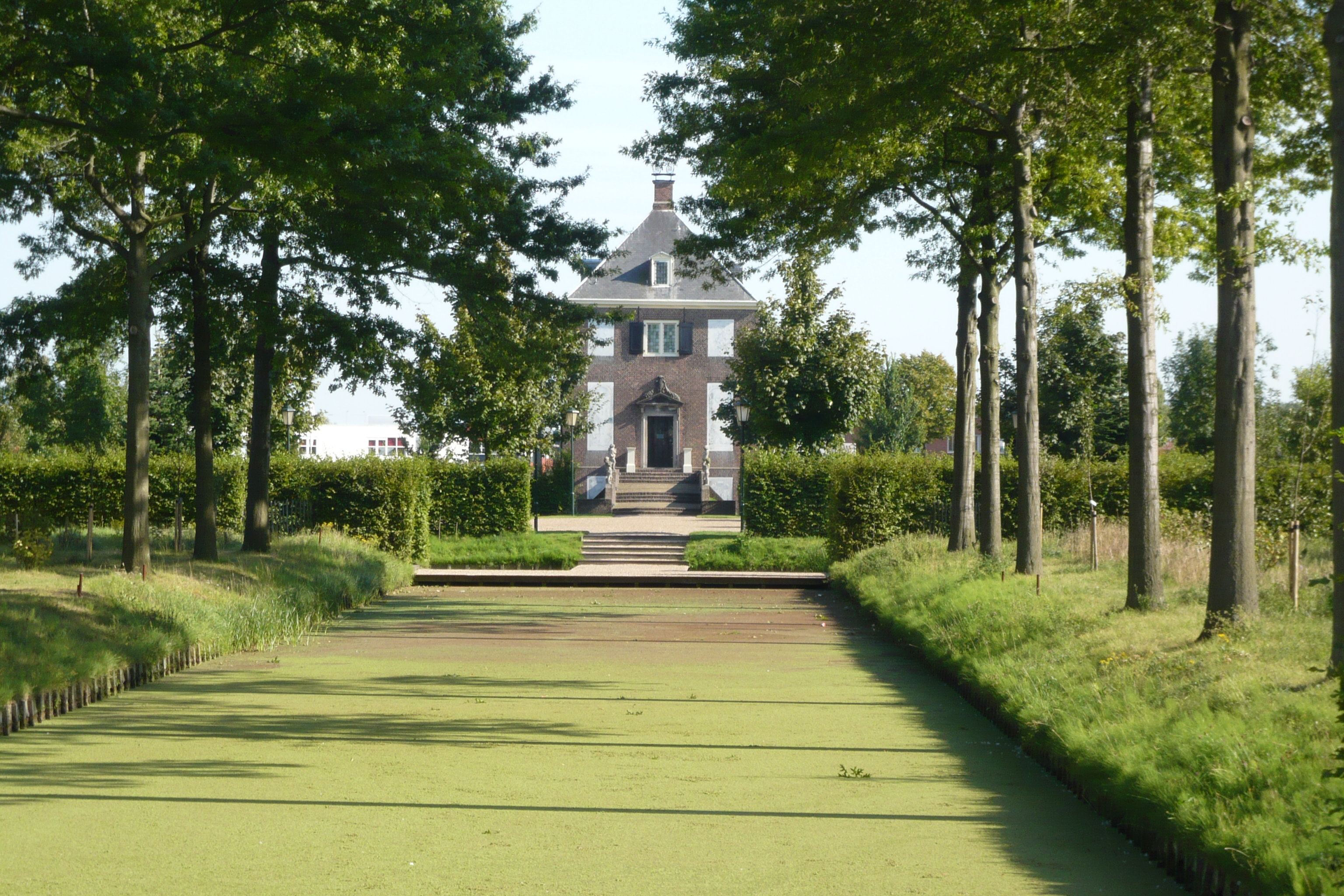
동쪽에서 바라본 Hofwijck

정원 디자이너는 광범위한 디자인 방법을 사용한다. 일부는 그들이 일했던 역사적 시기에 의존한다. 또 부분적으로 그들이 밀접한 관계를 가지는 직업적 규율에 관계한다. 예를 들면, 혹자는 건축가의 정원, 예술가의 정원 또는 식물학자의 정원을 말한수 있다. 역사적으로 이런 주제를 다룰 때, 혹자는 고대정원은 아마 땅위에 직접 그려졌을 거라고 말한다. 르네상스 정원은 종이에 그려졌고 현대정원은 컴퓨터에 그려진다. 디자인 과정은 항상 디자인 제품에 영향을 미친다.

## 정원 디자인 교육
원예적으로 정원 디자이너는 도제 시스템 아래서 훈련된다. André Le Nôtre는 그의 부친에게서, Beatrix Farrand는 Charles Sprague Sargent에게서 배웠다. 전문가 양성을 위한 대학 수준의 조경 계획과 원 코스는 20세기에 마련되었다. 보통 농업, 원예, 건축학과에 소속되었다. 20세기의 중반 이후에 이런 코스의 다수가 정원 디자인과 조경 디자인으로 초점의 규모와 명명법을 변화시켰다. 20세기말에 다수의 학부수준의 정원 디자인 교육과정이 정착되었는데 원예보다는 디자인이 더 강조되었다. 원예대학의 관상원예과와 건축대학의 조경과에서는 여전히 현대의 정원 디자이너를 훈련시키고 있다. 한국에서는 2005년 영국에서 유학하고 온 임춘화 정원 디자이너가 아이디얼가든이라는 스쿨을 개설하여 24주 과정의 정원 디자인 전문가 과정을 만들어 수료생들을 배출하기 시작한 것이 최초로 알려져 있다.

### 제도 훈련
정원 디자이너는 자신의 아이디어를 정해진 제도규칙에 따라 도면 위에 정확히 표현할 수 있어야 한다. 이를 위해 일반제도 규칙 및 조경제도 규칙을 학습해야 하며 가상 및 실제 프로젝트 수행을 통하여 실무 능력을 키워야 한다.

### 시공 훈련
정원 시공자가 따로 있기에 정원 디자이너가 직접 시공을 할 필요는 없지만, 시공에 대한 기초 지식을 이해하고 기능을 수행할 수 있어야 한다. 왜냐하면 시공자가 도면에 따라 제대로 공사를 하도록 감시하고 지원해야 하기 때문이다. 일부 소규모 정원일 경우 시간과 비용 절약을 위해 직접 시공할 수도 있다.

### 원예 훈련
정원 디자이너는 정원식물에 대한 지식과 원예 기능을 학습해야 한다. 시공 및 사후 관리의 편리성에 관한 고려는 정원 디자인의 핵심요소이기 때문이다.

## 다른 직업과의 비교

### VS 조경 디자이너
정원 디자이너(garden designer)와 조경 디자이너(Landscape designer) 사이에 다음처럼 구별이 되곤 한다. 정원 디자이너는 식물 색조 및 그 필요와 함께 출발한다. 이것을 정원 디자인(garden design)이라 부른다. 조경 디자이너는 공간과 장소 조성의 고려에서 출발한다. 이것은 건축공간, 식물과 다른 요소의 회전 고리를 창조한다. 이것을 조경 디자인(landscape design)이라 부른다. 현대적 실무에서 조경 디자인은 조경과 정원 디자인의 간격을 줄여주는 역할을 담당한다.
보통 정원과 조경 디자이너의 차이를 그 규모(Scale)에서 찾기도 한다. 정원 디자이너가 일반 주택의 정원을 디자인하는 사람이라면 조경 디자이너는 좀더 큰 공간(공원, 도로)을 디자인 하는 사람이라고 보는 관점이다. 또한 조경 디자이너가 공용 공간의 기능적 활용을 주로 한다면 정원 디자이너는 사적 공간의 미적 활용에 주안점을 둔다고 보는 관점인데 이것만으로 구별이 충분하지 않다.
풍경의 구성요소는 경성 풍경물(Hard landscape)과 연성 풍경물(soft landscape)로 구분된다. 우선 경성 풍경물은 시멘트, 돌, 벽돌, 목재, 철 등의 딱딱한 재료를 이용해 정원 내의 구조물인 담장, 문, 퍼고라, 벤치, 바닥, 오두막집, 분수, 파빌리온 등으로 만들어진다. 연성 풍경물은 나무, 관목, 초본식물 등을 말한다. 따라서 공간 연출을 위해서는 경성풍경물을 주로 다루는 조경 디자이너와 연성풍경물을 주로 다루는 정원디자이너의 협업이 필요하다.
최근까지 양자가 뚜렷히 구별되지 않는 이유로 두 가지를 겸업하는 경우도 있다. 즉 조경학을 전공한 조경 디자이너가 직업적 완성도를 높히기 위해 정원 디자인을 추가로 공부한 이후 조경 디자인은 물론 정원 디자인도 함께 한다. 반대로 정원 디자이너가 조경을 공부하여 조경가 자격을 소지하지 않은 채 조경 디자인을 하는 경우도 있다.
참고로 조경가(造景家, Landscape architect)는 기획, 설계를 주로 하면서 때때로 풍경, 정원 혹은 특정 공간의 감독에 참여하는 사람이다. 조경가 양성을 위한 전문적 훈련 과정이 조경학이다. 조경학(造景學, landscape architecture)은 환경, 사회행동 및 미학적 결과를 만들어내기 위한 실외 공공 지역, 랜드마크 및 구조물의 설계이다.

### VS 정원사
정원 디자이너(garden designer)가 정원을 설계하는 사람이라면 정원사(庭園師, gardener)는 정원을 관리하는 사람이다. 정원 디자이너는 정원식물의 식재 및 정원구조물 설치 구상을 도면으로 표현하고, 정원 시공자가 도면 내용을 실제 정원에 온전히 실현하도록 도와주어야 한다. 반면 정원사는 조성된 정원의 관리자로, 직업적인 정원 가꾸기(gardening)업무를 수행한다.
다수의 유명 정원은 많은 흥미로운 식물을 가지고 있는데 전체와 통합된 조성으로 불안전하게 계획되었다. 또한 여러 정원은 전체 설계로 잘 계획되었는데 세밀한 식재에서 나오는 흥미가 부족할 수 있다. 몇몇 열정적인 정원사는 식물에 대해 아주 많이 아는데 개념화된 디자인을 선호하지 않을 수 있다. 매우 능숙한 정원 디자이너와 조경가 일부는 다양한 식물과 원예적 지식과 경험이 부족하다. 능숙하고 재능을 가진 정원 디자이너는 양쪽의 요구를 통합할 수 있는데, 여기서 양쪽의 요구란 아름다우면서 지속가능한 풍경과 정원을 디자인하고 창조하는 것이다.
정원 디자이너와 정원사는 업무상 서로 가까운 위치에 있으며 상호보완적 관계이지 상하관계가 아니다. 정원사는 정원 디자이너보다 정원식물에 대한 풍부한 지식과 경험을 지니고 있기 때문에, 처음 정원설계 단계에서부터 공동으로 작업한다면 훨씬 좋은 결과를 만들어 낼 수 있다. 이런 배경 때문에 정원사 출신의 정원 디자이너가 꽤 있다. 이처럼 현실에 정원 디자이너 없이 정원사만으로 창의적인 정원이 나올 수 없고 정원사 없이 정원 디자이너만으로도 마찬가지다. 한국의 경우 정원 디자이너와 정원사 교육이 최근에야 본격적으로 시작되었다. 체계적인 교육 프로그램을 통하여 전문성을 갖춘 정원 디자이너와 정원사가 다수 배출되어야 한국의 정원문화도 선진국 수준에 오를 수 있다.

## 같이 보기
- 정원
- 정원 가꾸기
- 정원 디자인

### 한국 정원 디자이너
- 임춘화 (정원 디자이너 겸 디자이너 양성 스쿨 운영) 대표작 허브 빌리지 <경기 연천> 외
- 양산보 (소쇄원 조성)
- 윤선도 (보길도 윤선도 원림 조성)
- 정영방 (영양 서석지 조성)
- 오경아 (정원 디자이너)
- 황지해 (정원 디자이너)
- 권영랑 (정원 디자이너)

### 외국 정원 디자이너
- 댄 피어슨 (정원 디자이너)
- en:Category:Landscape or garden designers
- en:List of landscape architects

### 윤상준(2011)에 소개된 영국 정원 디자이너 12명
- en:Rosemary Verey
- en:Beth Chatto
- en:Ian Hamilton Finlay
- en:John Brookes
- en:Geoff Hamilton
- en:Charles Jencks
- en:Derek Jarman
- en:Piet Oudolf
- en:Kim Wilkie
- en:Christopher Bradley-Hole
- en:Tom Stuart-Smith
- en:Ivan Hicks

### Carter, George(2000)에 소개된 영국 정원 디자이너 25명
- en:Jonathan Baillie
- en:Jonathan Bell

### 일본 정원 디자이너
- jp:夢窓疎石
  - en:Musō Soseki
- jp:小堀遠州
  - en:Kobori Masakazu
- jp:小川治兵衛
  - en:Ogawa Jihei
- jp:重森三玲
  - en:Mirei Shigemori

## 참고 자료
단행본
- 임춘화 (초판 2010-06-01, 2쇄 2012.). 《행복한 놀이, 정원 디자인》. 나무도시. ISBN 9788994452029.

- 윤상준 (2011년 8월 3일). 《윤상준의 영국 정원 이야기1 : 12인의 정원 디자이너를 만나다》. 나무도시. ISBN 9788994452081.
- Carter, George (2000년 10월 1일). 《The New London Garden》. Mitchell Beazley. ISBN 978-1840003475.
- Sylvia Crowe, Garden Design Antique Collector's Club, 2003.
- Marie-Luise Gothein A history of garden art (English edition) 1928.
- Tom Turner, Garden history philosophy and design 2000 BC to 2000AD Spon Press, 2005.
- Roger Turner, Better Garden Design Batsford Press, 1986.
- R. Turner, Design in the Plant Collector's Garden Timber Press, 2005.

논문